# 帕萨鱼属
帕萨鱼属是一属已绝种的銀鱗鯧，生活于始新世卢台特期的意大利，平均身長為6厘米。